# Combustibile solido

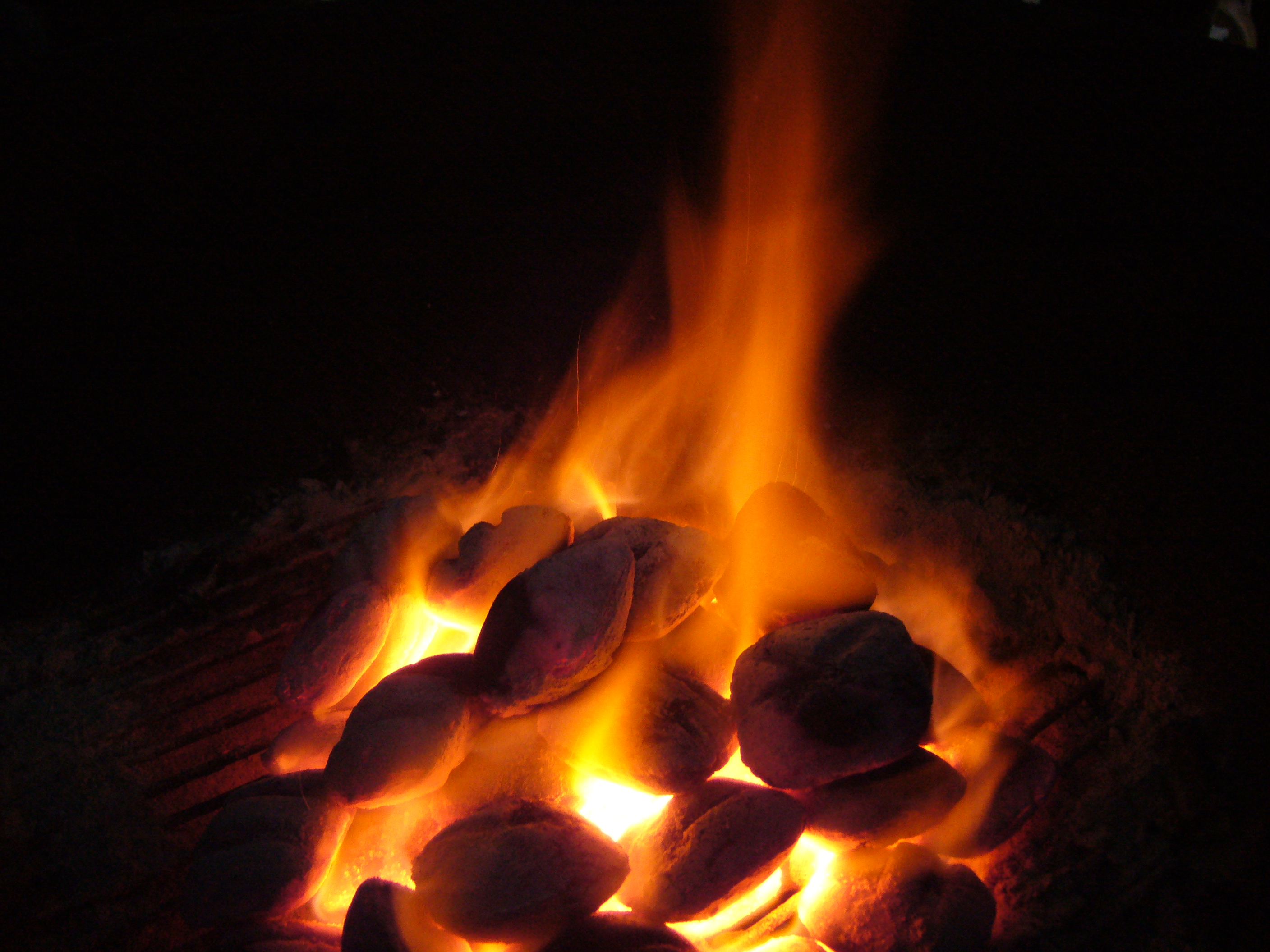
Un fuoco acceso grazie a delle tavolette di carbone

Il termine combustibile solido si riferisce a varie forme di materiale solido che può essere bruciato per produrre energia, generando calore e luce attraverso il processo della combustione. Al contrario quando il combustibile non è solido si parla di combustibile liquido o combustibile gassoso. Esempi comuni di combustibile solido sono legno, carbone vegetale, carbone fossile, torba, pellet, cera, tavolette di combustibile per il campeggio, letame secco. I combustibili solidi sono molto usati anche in missilistica come propellenti. I combustibili solidi sono stati usati dall'alba dei tempi per creare il fuoco e il loro uso è tuttora molto diffuso nel mondo.